# Ирина Македонская
Ирина Македонская (греч. Αγία Ειρήνη; ум. конец I — начало II веков) — раннехристианская святая, почитаемая в лике великомучеников (первая женщина в данном лике святости). Память в Православной церкви совершается 5 (18) мая, в Католической церкви — 5 мая.

## Жизнеописание
Родилась в Македонии в семье язычника Ликиния, правителя области Мигдония. Была названа при рождении Пенелопой. Её отец построил для неё отдельный дворец, где она жила со своей воспитательницей Карией. Образование Пенелопа получала от приходившего ежедневного наставника Апелиана, бывшего тайным христианином. Как повествует житие, обращению Ирины в христианство предшествовала следующая история:

Однажды, когда девица сидела в своей комнате, к ней в открытое окно, обращенное на восток, влетел голубь, державший в своем клюве маленькую ветвь; положив её на стол, он тотчас вылетел чрез окно из комнаты. Затем через час влетел в комнату орел с венком из разных цветов, и он также, положив венок на стол, тотчас улетел. Потом ещё другим окном влетел ворон, несший в клюве малую змею, которую он положил на стол, а сам также улетел.
— Димитрий Ростовский. Жития святых. 5 мая

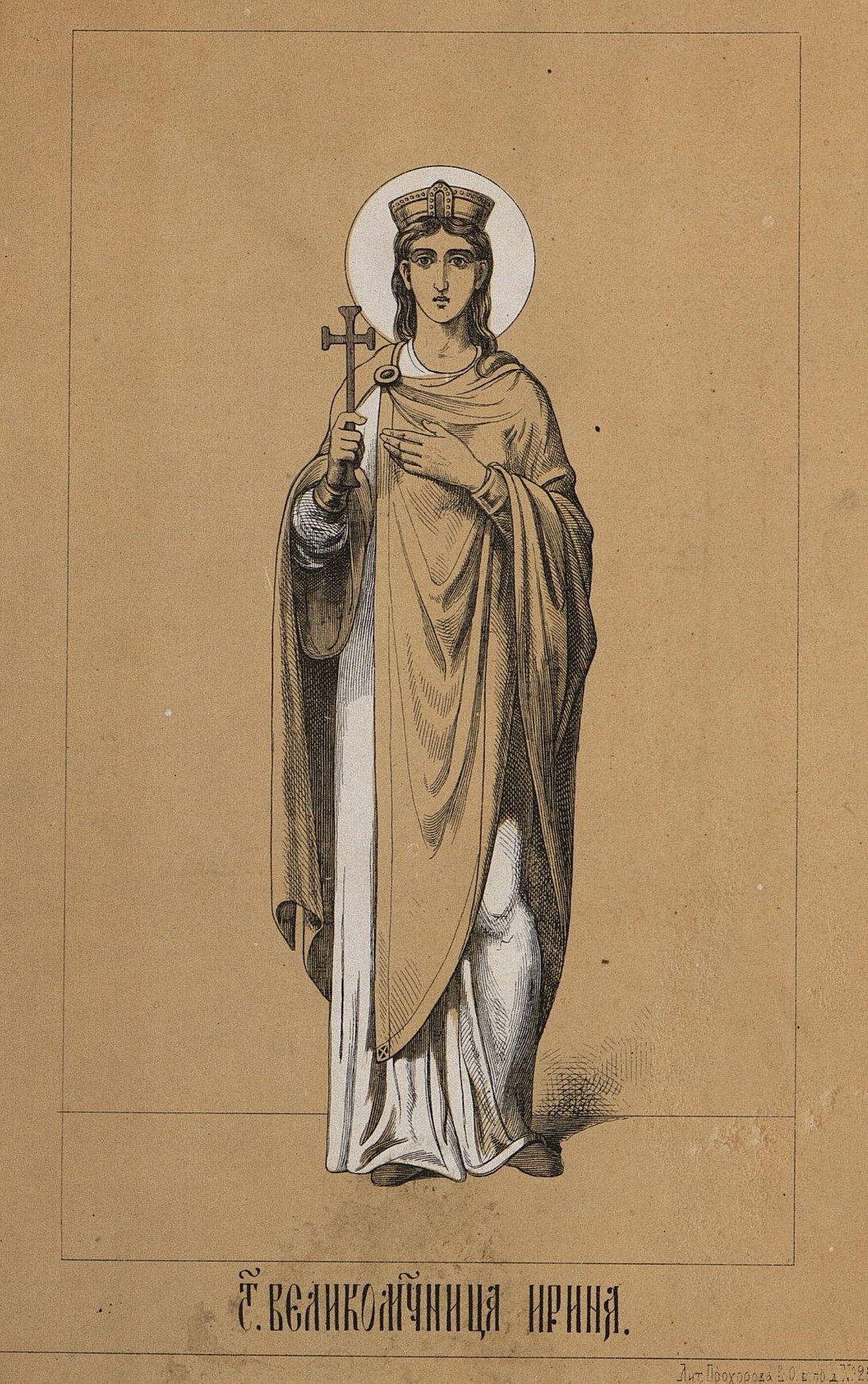
Св. Великомученица Ирина (литография, Россия, ок.1877 г.)

Апелиан дал этому следующее толкование: голубь — добродетели девушки, ветвь маслины — благодать, получаемая в крещении; орёл символизирует высоту её духа, а венок — победа над страстями и венец в Царствии Небесном; ворон со змеёй символизирует дьявола. Всё это Апелиан счёл знаком того, что «что великий Царь, содержащий в Своей власти небо и землю, хочет обручить тебя в невесту Себе и ты претерпишь за имя Его многие страдания».
Пенелопа приняла крещение от апостола Тимофея и была наречена Ириной. После этого она отказалась от предложения отца вступить в брак. Вначале родители спокойно отнеслись к решению дочери, но затем, согласно житию, из-за козней дьявола её отец воспылал гневом и приказал бросить дочь под копыта диких лошадей. Лошади не тронули Ирину, а одна из них насмерть затоптала Ликиния, который затем был воскрешён по молитве дочери и сам принял христианство.
Ликиний оставил пост градоправителя и пришедший на его место Седекия начал гонения против христиан. Ирина была подвергнута различным истязаниям: была брошена в ров, наполненный змеями, её тело пилили железной пилой. Согласно житию, всё это не причинило вреда Ирине. Стойкость святой, согласно преданию, обратила в христианство 10 000 язычников, которые приняли крещение от апостола Тимофея. Проповедуя в Мигдонии, Ирина не только исцеляла больных, но и воскресила умершего юношу. Из Мигдонии святая с проповедью о Христе перешла в город Каллиполь, а затем в Константину и Месемврию. Житие описывает её многочисленные чудеса и исцеления больных. По преданию после казни Ирины в Месемврии Бог, послав ангела «восставил святую Ирину живою из гроба».
Согласно преданию, в Эфесе Ирина была извещена о своей предстоящей смерти и в сопровождении своего учителя старца Апелиана и других христиан пришла к пещере, войдя в которую, повелела своим спутникам закрыть вход в пещеру большим камнем. На четвёртый день, согласно житию, отвалив камень, пещеру нашли пустой.

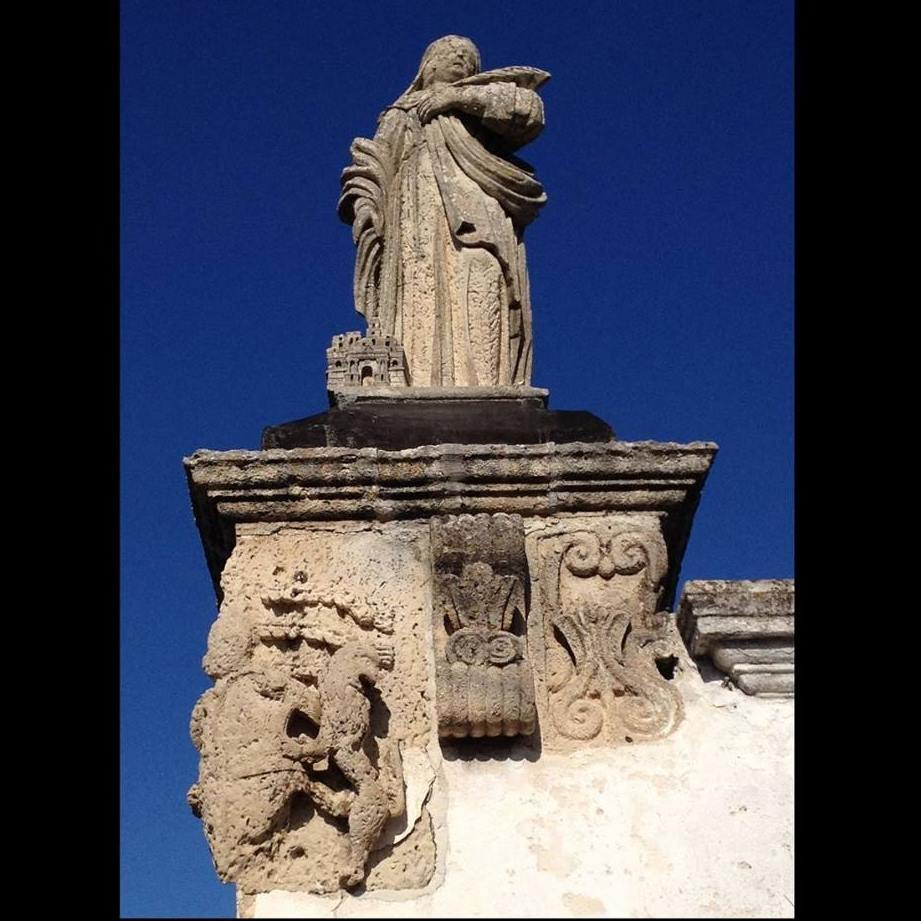
Статуя святой Ирины перед дворцом барона, Фраганьяно

## Почитание
Святая Ирина была покровительницей города Фраганьяно с 300-х годов. В 1904 году, её заменил святой Антоний Падуанский. В XV веке, в эпидемию чумы, Святая была покровительницей Лечче. После 1656 года покровителем стал считаться святой Оронций.
В 1999 году был основан Свято-Ириниский приход Русской Православной Церкви в городе Ставангер, Норвегия.
Уже несколько лет ведётся восстановление русско-финского храма Святой великомученицы Ирины Македонской в Волговом.